# Ömer Nishani
Omer Nishani (Argirocastro, 5 febbraio 1887 – Tirana, 26 maggio 1954) è stato un politico albanese.
Fu il 1º Presidente del Praesidium dell'Assemblea popolare della Repubblica Popolare d'Albania dal 1944 al 1953.